# Tom Brewster
Tom Brewster wł. Thomas Brewster Junior (ur. 10 kwietnia 1974 w St Andrews) – szkocki curler, srebrny medalista olimpijski z Soczi 2014, dwukrotny srebrny medalista mistrzostw świata, mistrz świata juniorów z 1995. Obecnie reprezentuje klub CurlAberdeen.
W curling gra od 1983. Na arenie międzynarodowej zadebiutował po uzyskaniu mistrzostwa Szkocji juniorów w 1995. Był kapitanem reprezentacji na Mistrzostwach Świata Juniorów 1995. Szkoci z pierwszego miejsca w fazie grupowej awansowali do półfinału, w którym wynikiem 8:3 pokonali Szwedów (Henrik Edlund). Zespół gospodarzy sięgnął po tytuły mistrzowskie zwyciężając w finale nad Niemcami (Daniel Herberg) 6:3.
Siedem lat później Brewster jako rezerwowy uczestniczył w Mistrzostwach Świata 2002, Szkoci z Warwickiem Smithem jako skipem zajęli 3. miejsce pokonując w małym finale Amerykanów (Paul Pustovar). W 2006 Brewster triumfował w krajowych rozgrywkach mikstów. Szkocki zespół na ME był niepokonany, zdobył złote medale pokonując w fazie finałowej Finów (Jussi Uusipaavalniemi), Szwedów (Per Noréen) i Włochów (Valter Bombassei). Trzy lata później Tom z inną drużyną powtórzył ten wynik, w ostatnim meczu zawodów Szkoci okazali się lepsi od reprezentacji Danii (Joel Ostrowski) 5:1.
W 2011 ekipa Brewstera zwyciężając Sandy’ego Reida sięgnęła po mistrzostwo Szkocji mężczyzn, co pozwoliło jej wystąpić na Mistrzostwach Świata 2012. Podczas turnieju w Reginie drużyna z Aberdeen z 2. miejsca awansowała do fazy play-off, po przegranym 2:5 meczu z Kanadą (Jeff Stoughton) Szkoci pokonali w półfinale Norwegię (Thomas Ulsrud) 7:6. Ostatecznie zdobyli srebrne medale – w finale przegrali 5:6. Po roku ten sam zespół zagrał na Mistrzostwach Świata 2012, podobnie jak w poprzednim turnieju stanęli na drugim stopniu podium. W play offach dwa razy ulegli Kanadzie (Glenn Howard) a w półfinale pokonali Szwedów (Sebastian Kraupp).
Po wycofaniu się zespołu Davida Smitha z rywalizacji o występ na Mistrzostwach Europy 2012 automatycznie pojechał tam zespół Toma Brewstera. Do zespołu dołączony przez krajowy związek został David Murdoch. Szkoci wygrali zaledwie 4 mecze i zostali sklasyfikowani na 7. miejscu. Na MŚ 2013 Murdoch został kapitanem, a w czasie turnieju dochodziło do wielu rotowań składu. Szkoci triumfowali w rundzie grupowej, przegrali jednak mecz play-off przeciwko Szwecji (Niklas Edin) i półfinał z Kanadą (Brad Jacobs). Uplasowali się na najniższym stopniu podium wygrywając w meczu o 3. miejsce 7:6 przeciwko Danii (Rasmus Stjerne). Na Mistrzostwach Europy 2013 oficjalnie był trzecim, jednak nie zagrał w żadnym meczu. Szkoci zdobyli brązowe medale pokonując 7:6 Duńczyków (Rasmus Stjerne).
Wystąpił jako rezerwowy na Zimowych Igrzyskach Olimpijskich 2014. Brewster nie zagrał w żadnym spotkaniu. Brytyjczycy dotarli do finału, w którym ulegli 3:9 zawodnikom z Kanady (Brad Jacobs).
W sezonie 2014/2015 stworzył własną drużynę złożoną z młodych zawodników.

## Wielki Szlem
| Turniej                | 2001/2002 | 2002/2003 | 2003/2004 | 2004/2005 | 2005/2006 | 2006/2007 | 2007/2008 | 2008/2009 | 2011/2012 | 2013/2014 |
| ---------------------- | --------- | --------- | --------- | --------- | --------- | --------- | --------- | --------- | --------- | --------- |
| Canadian Open          | A         | A         | A         | A         | A         | A         | A         | x         | x         | A         |
| Masters                | A         | A         | A         | A         | A         | x         | A         | A         | A         | QF        |
| The National           | x         | A         | A         | A         | x         | x         | x         | A         | A         | A         |
| Players’ Championships | A         | x         | x         | x         | x         | A         | A         | A         | A         | A         |

| A  | = nie uczestniczył                         |
| x  | = nie zakwalifikował się do fazy finałowej |
| QF | = ćwierćfinał                              |
| SF | = półfinał                                 |
| F  | = finał                                    |
| W  | = zwycięstwo                               |

## Drużyna
|                   | Czwarty       | Trzeci                                                         | Drugi                                                          | Otwierający                                                    |
| ----------------- | ------------- | -------------------------------------------------------------- | -------------------------------------------------------------- | -------------------------------------------------------------- |
| od 2014           | Tom Brewster  | Glen Muirhead                                                  | Ross Paterson                                                  | Hammy McMillan Junior                                          |
| 2013/2014         | David Murdoch | Tom Brewster, Scott Andrews, Michael Goodfellow, Greg Drummond | Tom Brewster, Scott Andrews, Michael Goodfellow, Greg Drummond | Tom Brewster, Scott Andrews, Michael Goodfellow, Greg Drummond |
| ME 2012 2012/2013 | Tom Brewster  | David Murdoch                                                  | Greg Drummond                                                  | Scott Andrews Michael Goodfellow                               |
| 2010/2012         | Tom Brewster  | Greg Drummond                                                  | Scott Andrews                                                  | Michael Goodfellow                                             |
| 2008/2010         | Tom Brewster  | Duncan Fernie                                                  | Ron Brewster                                                   | Colin Campbell                                                 |
| 2006/2008         | Tom Brewster  | Hammy McMillan                                                 | Ron Brewster                                                   | Colin Campbell                                                 |
| 2005/2006         | Tom Brewster  | Connal Greame                                                  | Ewan MacDonald                                                 | Neil Murdoch                                                   |
| 2000/2004         | Tom Brewster  | Connal Greame                                                  | Ron Brewster                                                   | Mark Brass                                                     |
| 1996/1997         | Tom Brewster  | Richard Goldie                                                 | Ron Brewster                                                   | David Murdoch                                                  |
| 1994/1995         | Tom Brewster  | Paul Westwood                                                  | Ron Brewster                                                   | Steve Still                                                    |

Drużyny mikstowe
|           | Czwarty/-a   | Trzeci/-a       | Drugi/-a       | Otwierający/-a   |
| --------- | ------------ | --------------- | -------------- | ---------------- |
| 2006/2007 | Tom Brewster | Jackie Lockhart | David Hay      | Kim Brewster     |
| 2009/2010 | Tom Brewster | Lynn Cameron    | Colin Campbell | Michelle Silvera |